# Ягудино
Ягу́дино (баш. Йәһүҙә) — деревня в Учалинском районе Республики Башкортостан Российской Федерации. Входит в состав Наурузовского сельсовета.

## География

### Географическое положение
Расстояние до:
- районного центра (Учалы): 63 км,
- центра сельсовета (Наурузово): 3 км,
- ближайшей железнодорожной станции (Учалы): 73 км.

## Население
| 2002 | 2009 | 2010 |
| ---- | ---- | ---- |
| 27   | ↘21  | ↗26  |

### Национальный состав
Согласно переписи 2002 года, преобладающая национальность — башкиры (100 %).